# Monsampietro Morico
Monsampietro Morico é uma comuna italiana da região dos Marche, província de Fermo, com cerca de 743 habitantes. Estende-se por uma área de 9 km², tendo uma densidade populacional de 83 hab/km². Faz fronteira com Belmonte Piceno, Monte Rinaldo, Monteleone di Fermo, Montelparo, Montottone.

## Demografia
| Variação demográfica do município entre 1861 e 2011                               |
|                                                                                   |
| Fonte: Istituto Nazionale di Statistica (ISTAT) - Elaboração gráfica da Wikipedia |